# Torfowiec Wulfa
Torfowiec Wulfa (Sphagnum wulfianum Girg.) – gatunek mchu z rodziny torfowcowatych. Występuje m.in. w Europie, Azji i Ameryce Północnej. Rośnie na niskich i średnich wysokościach w wilgotnych lasach iglastych, przeważnie świerkowych, rzadziej wśród olsz i wierzb. W Polsce objęty jest ochroną gatunkową. 
Gatunek stosunkowo łatwo rozpoznawalny ze względu na okazałe, kulistawe główki i ciemnobrązowe, sztywne łodyżki.

## Rozmieszczenie geograficzne
Gatunek występuje okołobiegunowo na półkuli północnej, przy czym nie jest notowany w strefie arktycznej. Częściej spotykany jest na obszarach o silniejszym wpływie klimatu kontynentalnego niżeli morskiego. W Europie rośnie głównie na północy i wschodzie. Rozproszony i rzadki jest w Norwegii oraz południowej Szwecji, częstszy w środkowo-wschodniej Szwecji i Finlandii, obecny także w północnej i centralnej Rosji po południowy Ural. Jego zasięg obejmuje również Estonię, Łotwę, Litwę, Białoruś i Ukrainę, znany z Rodopów w Bułgarii. W Azji rośnie na Syberii, Rosyjskim Dalekim Wschodzie i w Chinach. Występuje także w Ameryce Północnej włącznie z Grenlandią.
W Polsce bardzo rzadko spotykany, uznawany za jednego z najrzadszych torfowców. Występuje głównie w północno-wschodniej części kraju, w tym w Suwalskim Parku Krajobrazowym. Znane jest stanowisko z Pojezierza Kaszubskiego.

## Morfologia i anatomia

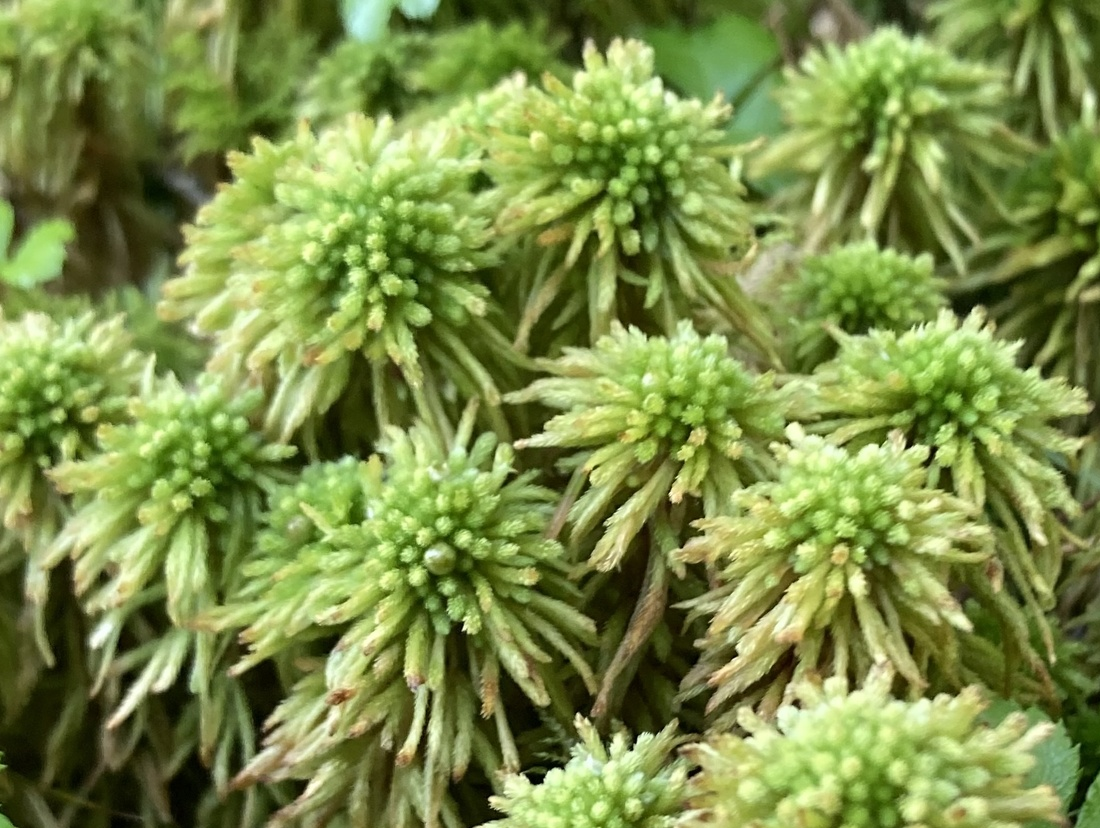
Główki torfowca Wulfa

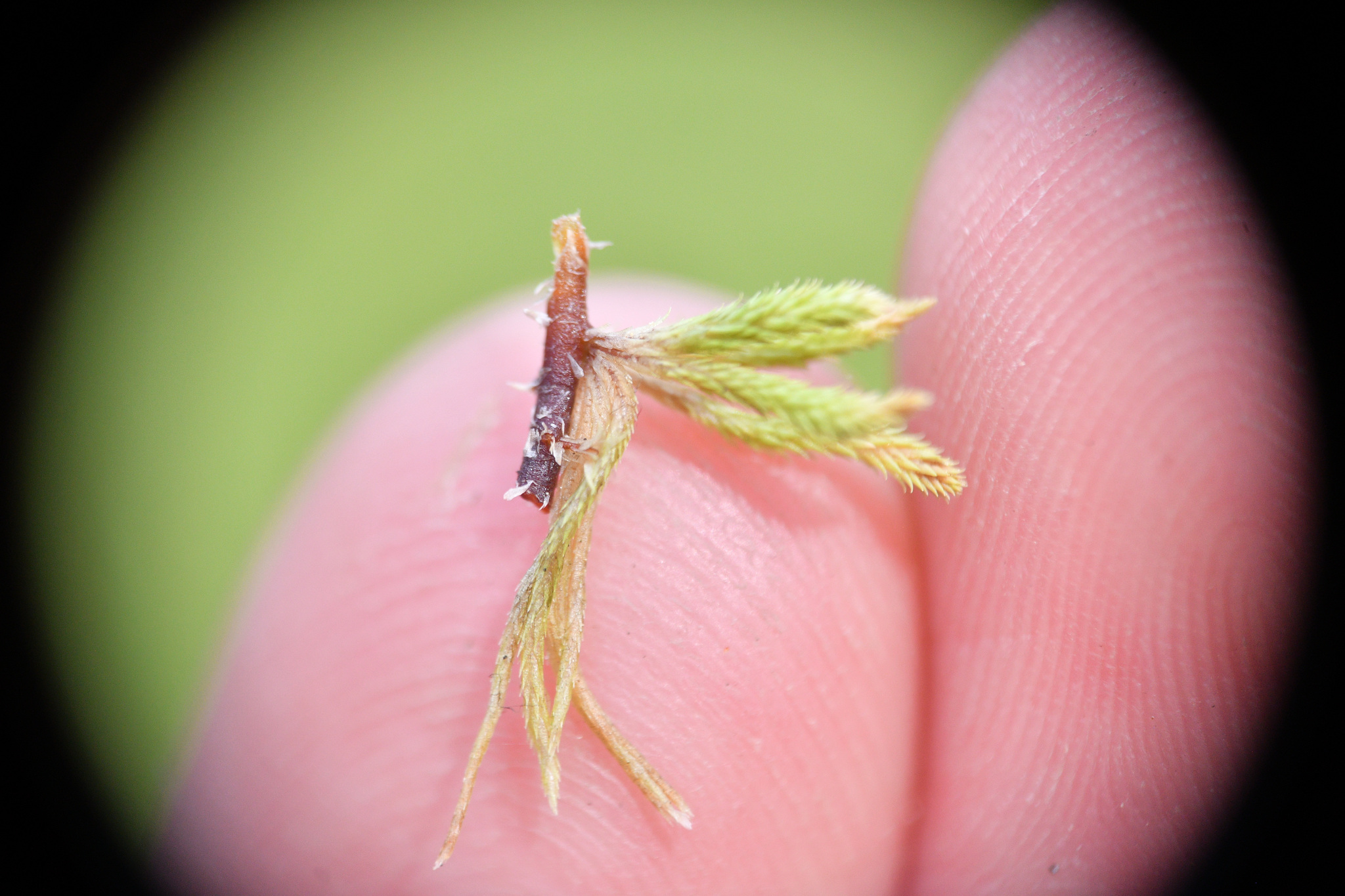
Fragment łodyżki z pęczkiem gałązek – 4 odstającymi i 4 zwisającymi

PokrójMech tęgi, sztywny, tworzący wysokie i luźne darnie.
GłówkiDuże, zwarte, z licznymi i gęsto ułożonymi gałązkami, wyraźnie kulistawe, czasem określane jako przypominające główkowate kwiatostany koniczyny.
PęczkiZbudowane z sześciu (ośmiu) lub więcej gałązek; gałązki odstające w liczbie 4–5, długości do 20 mm, sztywne, acz cienkie, niezwężające się w kierunku końca; 4-6 gałązek zwisających, o długości podobnej do gałązek odstających lub dłuższej, zwężające się ku końcowi, przylegające do łodyżki.
ŁodyżkiSztywna, dość gruba, choć łamliwa w okresach suszy, do 1,2 mm średnicy, w przekroju poprzecznym okrągławo-pięciokątna, z dobrze wykształconą korą o trzech warstwach komórek u młodych roślin; zewnętrzna warstwa o cienkich ścianach komórkowych wraz z wiekiem szybko zanika; wewnętrzny cylinder ciemnobrązowy do czarnego; komórki kory krótkie i prostokątne, bez porów i listewek; łodyżki gałązkowe z wewnętrznym cylindrem brązowym, z wyraźnymi komórkami retortowymi.
Listki łodyżkoweMałe, do 0,9 mm długości, trójkątne lub językowato-trójkątne, przeważnie skierowane w górę lub w różnym stopniu odstające, czasami zwisające; komórki hialinowe (wodne) są często podzielone, bez listewek.
Listki gałązkoweJajowato-lancetowate lub jajowate, nastroszone w okresach wilgotniejszych, drobne – do 1,6 mm długości, od około połowy liścia do końca mocno zwężające się, szczyt dość zaostrzony; na łodyżce rozmieszczone dość gęsto, nachodzące na siebie, zazwyczaj spiralnie ułożone, tylko miejscami w pięciu rzędach; komórki wodne na stronie grzbietowej listka z wyraźnie zaokrąglonymi porami w rogach i na komisurach, po stronie brzusznej zazwyczaj bez porów; w przekroju poprzecznym komórki wodne po obu stronach słabo wypukłe lub prawie płaskie; wąsko owalne lub eliptyczne, grubościenne komórki chlorofilowe, czasami nieznacznie, wąsko uwydatnione po grzbietowej stronie liścia.

## Ekologia
Torfowiec Wulfa rośnie na niskich i średnich wysokościach (do 1100 m n.p.m.) w wilgotnych lasach iglastych, przeważnie świerkowych, rzadziej wśród olsz i wierzb, przy czym zwykle w miejscach o małym zwarciu drzewostanu. Występuje na torfach zasilanych minerotroficznie tj. wodami, które wcześniej przepływały przez podłoże mineralne. Jest gatunkiem cienioznośnym i ma stosunkowo małe (jak na torfowca) wymagania wilgotnościowe. Często występuje razem z torfowcem środkowym, torfowcem Girgensohna, torfowcem Russowa i torfowcem nastroszonym.

## Systematyka i zmienność
Gatunek zaliczany jest do podrodzaju Isocladus (Lindb.) Braithw. (= subg. Acutifolia) i monotypowej sekcji Polyclada (C.E.O. Jensen) Warnst.
W obrębie gatunku opisano szereg form i odmian, jednak współcześnie nie mają one rangi taksonomicznej i traktowane są jako synonimy gatunku.

## Ochrona
Gatunek jest objęty w Polsce ochroną od 2001 roku. W latach 2001–2004 podlegał ochronie częściowej, w latach 2004–2014 ochronie ścisłej, a od 2014 roku ponownie objęty jest ochroną częściową, na podstawie Rozporządzenia Ministra Środowiska z dnia 9 października 2014 r. w sprawie ochrony gatunkowej roślin.